# سام استات
سام استات (انگلیسی: Sam Stout؛ زادهٔ ۲۳ آوریل ۱۹۸۴) ورزشکار هنرهای رزمی ترکیبی اهل کانادا است. وی بین سال‌های ۲۰۰۳ تا ۲۰۱۵ میلادی فعالیت می‌کرد.